# Lena Rice

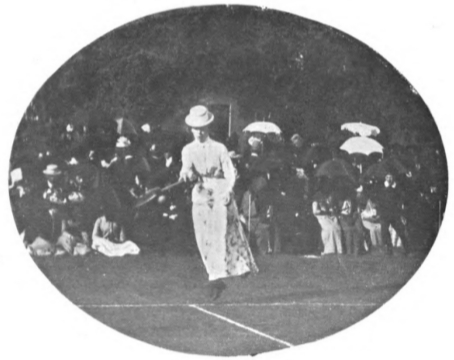
Helena Rice i Wimbledonmästerskapen 1890

Helena "Lena" Bertha Grace Rice, född 21 juni 1866, New Inn, Tipperary, Irland, död 21 juni 1907, var en irländsk tennisspelare.

## Tenniskarriären
Lena Rice nådde 1889 finalen i All Comers Round i de första Wimbledonmästerskapen hon deltog i. Rice förlorade matchen mot Blanche Bingley Hillyard  med setsiffrorna 6-4, 6-8, 4-6. Hillyard hade tidigare i samma turnering också besegrat den likaledes tennisspelande systern, Annie Rice. Säsongen därpå, 1890, vann Lena Rice singeltiteln i Wimbledon efter att ha spelat bara två matcher (detta år ställde bara fyra spelare upp i All Comers Round). Hillyard ställde inte upp för att försvara sin titel eftersom hon var gravid. Den andra matchen som Lena Rice spelade gällde därför som titelmatch. Hon mötte där brittiskan May Jacks, som hon besegrade med 6-4, 6-1. Därmed blev Lena Rice den första och hittills enda kvinnliga spelaren från Irland som vunnit singeltiteln i Wimbledon. Matchen spelades i strålande solsken och hög sommartemperatur. Trots det var de båda kontrahenterna klädda som dåtidens mode föreskrev, det vill säga iförda hatt, korsett och lång fotsid kjol. 
Lena Rice deltog också i Irish Open 1889 och 1890. Det första året nådde hon semifinal, där hon mötte Blanche Hillyard. Hon förlorade denna med 5-7, 5-7. Tillsammans nådde de två dubbelfinalen, och tillsammans med landsmannen Willoughby Hamilton vann Lena Rice mixed dubbel-titeln. Året därpå förlorade Rice singelfinalen mot irländskan Louise Martin, en spelare som hörde till de få som under sin karriär lyckades besegra Lottie Dod, den tidens dominerande kvinnliga spelare.

## Spelaren och personen
Lena Rice spelade tävlingstennis bara under två säsonger (1889 och 1890) och deltog bara i ett fåtal turneringar. Hon växte upp som den näst yngsta i en syskonskara om åtta barn. Hon och systern Annie, uppmuntrades av föräldrarna att spela tennis, eftersom familjen bodde i närheten av Cahio Tennis Club, som förutom krocketbanor också hade fyra tennisbanor. Knappast något om hennes spelstil finns noterat, men Blanche Hillyard beskrev efter deras möte i Wimbledon hennes forehanddrive som bra men hennes backhand som dålig. Efter säsongen 1890 återvände Lena Rice till sitt föräldrahem i New Inn för att ta hand om sin sjukliga mor som dog kort därpå. Lena Rice stannade sedan kvar i hemmet och inget är känt om eventuellt vidare tennisspel för hennes del.
Lena Rice gifte sig aldrig. Hon dog, sannolikt av tuberkulos på sin 41-årsdag. Hon ligger begravd i sin hemby.

## Grand Slam-titlar
- Wimbledonmästerskapen
  - Singel - 1890